# Bereznjaki (kraj Kamtsjatka)
Bereznjaki (Russisch: Березняки) is een plaats (posjolok) in het gemeentelijke district Jelizovski van de Russische kraj Kamtsjatka. De plaats ligt aan een zijweg van de weg R-474 tussen Jelizovo en de hoofdweg van Kamtsjatka. Ganaly ligt aan de rivier de Starokorjakskaja (zijrivier van de Korjakskaja, stroomgebied van de Avatsja), op 27 kilometer ten noordwesten van Jelizovo en 58 kilometer ten noordwesten van Petropavlovsk-Kamtsjatski. In de plaats wonen 405 mensen (2007).
Bereznjaki ontstond in 1935 en is vernoemd naar de veelvoorkomende begroeiing rond de plaats, de berk.
In 2005 raakte de plaats zwaar beschadigd door de ontploffing van een militair munitiedepot bij een brand in de nacht van 30 september op 1 oktober bij het aangrenzende dorp Joezjnye Korjaki, waarvoor alle inwoners waren geëvacueerd. Door de brand ontploften de artilleriegranaten in het depot gedurende drie dagen. In Bereznjaki werden verschillende huizen verwoest, vloog 90% van alle ramen eruit en raakten verschillende huizen zwaar beschadigd.
Iets ten zuidwesten ligt de plaats Lesnoj en iets ten noordoosten de plaats Korjaki.
Bestuurlijk centrum: Jelizovo

Bereznjaki · Dalni · Dvoeretsje · Ganaly · Joezjnye Korjaki · Ketkino · Korjaki · Krasny · Kroetoberegovy · Lesnoj · Malka · Nagorny · Natsjiki · Nikolajevka · Novy · Paratoenka · Pinatsjevo · Pionerski · Razdolny · Severnye Korjaki · Sokotsj · Sosnovka · Svetly · Termalny · Voelkanny · Zeleny